# Battlestar Galactica (sezonul 1)
Primul sezon al serialului de televiziune reimaginat științifico-fantastic Battlestar Galactica, comandat de canalul Sci-Fi în februarie 2004, a început să fie transmis opt luni mai târziu în Regatul Unit și Irlanda. Acesta a avut premiera (un program de două ore) pe Sci-Fi în Statele Unite la 14 ianuarie 2005. Primul episod al serialului (și al sezonului) a primit premiul Hugo, iar cele 13 episoade ale sezonului au fost recompensate cu premiul Peabody "pentru că au dus mai departe limitele științifico-fantastic-ului și le-a făcut accesibile tuturor."
Povestea din primul sezon o continuă pe cea din miniserialul TV omonim care a fost prima oară difuzat în decembrie 2003.

## Actori și personaje

### Personaje principale
- Edward James Olmos este William Adama
- Mary McDonnell este președintele Laura Roslin
- Katee Sackhoff este Kara "Starbuck" Thrace
- Jamie Bamber este Lee "Apollo" Adama
- James Callis este Gaius Baltar
- Tricia Helfer este Numărul Șase
- Grace Park este Sharon "Boomer" Valerii (Numărul Opt)
- Michael Hogan este Saul Tigh
- Aaron Douglas este Galen Tyrol
- Tahmoh Penikett este Karl "Helo" Agathon
- Kandyse McClure este Anastasia Dualla
- Paul Campbell este Billy Keikeya
- Alessandro Juliani este Felix Gaeta

### Personaje secundare
- Nicki Clyne este Cally Henderson
- Samuel Witwer este Alex "Crashdown" Quartararo
- Donnelly Rhodes este Sherman Cottle
- Callum Keith Rennie este Leoben Conoy (Numărul Doi)
- Matthew Bennett este Aaron Doral (Numărul Cinci)
- Richard Hatch este Tom Zarek
- Kate Vernon este Ellen Tigh
- Lorena Gale este Elosha
- Leah Cairns este Margaret "Racetrack" Edmondson
- Bodie Olmos este Brendan "Hot Dog" Costanza
- Luciana Carro este Louanne "Kat" Katraine
- Alonso Oyarzun este Socinus
- Jennifer Halley este Diana "Hardball" Seelix

## Episoade
În lista următoare, Numărul de supraviețuitori se referă la numărul de oameni supraviețuitori militari și civili, număr care este oferit de-a lungul fiecărui episod. Data premierei fiecărui episod se referă la emisia canalului britanic Sky1 și nu la cea a canalului Sci-Fi.
| Nr. în serial | Nr. în sezon | Titlu                                  | Regizat de           | Scris de                                            | Premiera          | Nr. de supraviețuitori |
| --- | ------------ | -------------------------------------- | -------------------- | --------------------------------------------------- | ----------------- | ---------------------- |
| 1 | 1            | „33”                                   | Michael Rymer        | Ronald D. Moore                                     | 18 octombrie 2004 | 49.998                 |
| După exodul omenirii din cele Douăsprezece Colonii, flota este atacată de Cyloni la fiecare 33 de minute după ce fac saltul superluminic, ceea ce duce la concluzia că printre ei se află spioni Cylon; de asemenea echipajul devine din ce în ce mai obosit din cauza lipsei de somn.                                                   |              |                                        |                      |                                                     |                   |                        |
| 2 | 2            | „Water”                                | Marita Grabiak       | Ronald D. Moore                                     | 25 octombrie 2004 | 47.973                 |
| O explozie la bordul navei Galactica provocată de un atentat sinucigaș al unui Cylon duce la o expediție disperată de înlocuire a rezervelor limitate de apă. |              |                                        |                      |                                                     |                   |                        |
| 3 | 3            | „Bastille Day”                         | Allan Kroeker        | Toni Graphia                                        | 1 noiembrie 2004  | 47.958                 |
| O revoltă izbucnește din cauza lipsei de apă, iar Apollo încearcă să convingă prizonierii de pe nava-penitenciar Astral Queen să ajute la colectarea apei în condiții grele de pe un asteroid. Apariția unui faimos terorist complică planul acestuia, în cele din urmă este pusă problema unor noi alegeri prezidențiale în șapte luni. |              |                                        |                      |                                                     |                   |                        |
| 4 | 4            | „Act of Contrition”                    | Rod Hardy            | Bradley Thompson & David Weddle                     | 8 noiembrie 2004  | 47.958                 |
| Un accident în hangar în care pier mai mulți piloți experimentați face ca Starbuck să înceapă să antreneze piloți noi. Ea se confruntă cu vina pe care o are pentru moartea lui Zak Adama, care a murit după ce a absolvit nemeritat examenul de pilotaj.                                                                                |              |                                        |                      |                                                     |                   |                        |
| 5 | 5            | „You Can't Go Home Again”              | Sergio Mimica-Gezzan | Carla Robinson                                      | 15 noiembrie 2004 | 47.945                 |
| După o luptă spațială cu Cylonii, Starbuck cade pe un asteroid. În timp ce timpul se scurge și crește riscul apariției unui nou val de nave Cylon, Adama și Apollo riscă totul pentru a o salva, intrând în conflict cu Tigh și Roslin.                                                                                                  |              |                                        |                      |                                                     |                   |                        |
| 6 | 6            | „Litmus”                               | Rod Hardy            | Jeff Vlaming                                        | 22 noiembrie 2004 | 47.945                 |
| Un alt sinucigaș Cylon cu bombă duce la numirea de către Adama a unui tribunal independent pentru a investiga amenințarea Cylonilor asupra flotei. |              |                                        |                      |                                                     |                   |                        |
| 7 | 7            | „Six Degrees of Separation”            | Robert Young         | Michael Angeli                                      | 29 noiembrie 2004 | 47.942                 |
| Baltar este investigat după ce halucinația sa cu Numărul Șase apare în viața reală și-l acuză că a ajutat Cylonii să obțină codurile de securitate care au înlesnit genocidul umanității și distrugerea celor Douăsprezece Colonii. |              |                                        |                      |                                                     |                   |                        |
| 8 | 8            | „Flesh and Bone”                       | Brad Turner          | Toni Graphia                                        | 6 decembrie 2004  | 47.938                 |
| Starbuck interoghează și torturează un Cylon în timp ce Roslin începe să aibă viziuni cu același Cylon. Înainte să fie aruncat în vid și să moară, Cylonul le spune că flota umană va găsi Kobolul și acesta îi va călăuzi spre Pământ.                                                                                                  |              |                                        |                      |                                                     |                   |                        |
| 9 | 9            | „Tigh Me Up, Tigh Me Down”             | Edward James Olmos   | Jeff Vlaming                                        | 13 decembrie 2004 | 47.905                 |
| În timp ce Roslin investighează posibilitatea ca Adama să fie un Cylon, Tigh are un vizitator din trecut: soția sa care l-a înșelat de nenumărate ori. Este supusă la detectorul de Cyloni, Baltar le arată că este om, dar halucinației sale îi dezvăluie că adevăratul rezultat al testului nu-l va spune nimănui.                     |              |                                        |                      |                                                     |                   |                        |
| 10 | 10           | „The Hand of God”                      | Jeff Woolnough       | Bradley Thompson & David Weddle                     | 3 ianuarie 2005   | 47.905                 |
| În timp ce flota rămâne fără tylium (combustibilul navelor), echipajul de pe Galactica schițează un plan de atac al unei baze Cylon - o rafinărie de extragere a tylium-ului de pe un asteroid. |              |                                        |                      |                                                     |                   |                        |
| 11 | 11           | „Colonial Day”                         | Jonas Pate           | Carla Robinson                                      | 10 ianuarie 2005  | 47.898                 |
| Pentru a celebra aniversarea Articolelor Colonizării, Roslin reconstituie Cvorumul celor Doisprezece, cu toate acestea, alegerea [fostului] terorist Tom Zarek în Cvorumul creează o criză politică pentru Roslin. |              |                                        |                      |                                                     |                   |                        |
| 12 | 12           | „Kobol's Last Gleaming (Partea 1)”     | Michael Rymer        | Poveste de: David Eick Scenariu de: Ronald D. Moore | 17 ianuarie 2005  | 47.897                 |
| Descoperirea locului de naștere al umanității duce la o ruptură între președintele Roslin și comandantul flotei Adama. |              |                                        |                      |                                                     |                   |                        |
| 13 | 13           | „Kobol's Last Gleaming (Partea a 2-a)” | Michael Rymer        | Poveste de: David Eick Scenariu de: Ronald D. Moore | 24 ianuarie 2005  | 47.887                 |
| Criza politică dintre Roslin și Adama îl forțează pe Apollo să ia o decizie dificilă, în timp ce Starbuck se întoarce pe planeta Caprica într-o misiune pentru Roslin. |              |                                        |                      |                                                     |                   |                        |

## Producție
Primul sezon al serialului Battlestar Galactica având 13 episoade a cca. o oră a fost comandat de Sci-Fi Channel la 10 februarie 2004,  producția având loc în Vancouver, Columbia Britanică, Canada. Produs în 2004 de David Eick și Ronald D. Moore și având distribuția originală din miniserialul din 2003, aceasta a început să fie transmis în Regatul Unit și Irlanda la 18 octombrie 2004. Serialul s-a dovedit a fi un real succes, el atrăgând comentarii favorabile din partea criticii și ajungând să fie foarte așteptat pentru a fi transmis și în Statele Unite ale Americii
Acest lucru a avut loc trei luni mai târziu, fiind transmis și în America de Nord: la 14 ianuarie 2005 în Statele Unite și ziua următoare în Canada. Primul episod transmis în SUA a devenit unul dintre cele mai urmărite vreodată programe ale Sci-Fi, totalizând 3,1 milioane de telespectatori. Primul sezon al serialului a devenit cel mai apreciat și mai urmărit sezon al rețelei TV până în prezent.
Primul episod al serialului reimaginat Battlestar Galactica a fost ulterior pus la dispoziție pentru a fi vizualizat gratuit în totalitate pe site-ul Sci-Fi. Moore, de asemenea, a încercat să abordeze "Generația Internet" postând  pe site-ul oficial Sci-Fi comentarii podcast la unele episoade (vezi lista acestora mai jos).

## Premii
Câștigate
- 2005 Hugo Award for Best Dramatic Presentation, Short Form - Premiul Hugo pentru cea mai bună prezentare dramatică, scurt metraj (acordat pentru episodul "33")
- 2005 Peabody Award - Premiul Peabody[1]
- 2005 Spacey Award - Premiul Spacey pentru serialul TV preferat în ediție limitată

În declarația care însoțește anunțul acordării Premiului Peabody acestui serial, Consiliul Peabody a menționat că "Battlestar Galactica nu este doar o alta viziune apocaliptică a viitorului, ci o dramă intensă, care ridică întrebări provocatoare cu privire la religie, politică, sex si ceea ce înseamnă cu adevărat să fii «uman»"... Scriitorii Ronald D. Moore, Toni Graphia, David Weddle, Bradley Thompson, Carla Robinson, Jeff Vlaming, Michael Angeli și David Eick s-au implicat în întregime pentru a ne oferi linii ale scenariului care sunt profund personale și în care ne regăsim cu toții, fără a compromite afinitatea și pasiunea lor pentru științifico-fantastic".
Nominalizări
- 2005 Emmy Award - Premiul Emmy pentru efecte speciale vizuale remarcabile pentru un serial TV (nominalizare pentru episoadele "33", "The Hand of God")
- 2005 Saturn Awards - Premiul Saturn pentru cel mai bun program de televiziune lansat pe DVD (nominalizare pentru Sezonul 1)
- 2004 Visual Effects Society Award pentru performanțe remarcabile ale unui personaj animat sau filmat dintr-un program de televiziune (nominalizare pentru ep. "33")

## Lansare pentru acasă
Primul sezon a fost lansat pe DVD în Regiunea 1 la 20 septembrie 2005, în Regiunea 2 la 28 martie 2005 și în Regiunea 4 la 15 august 2006. De asemenea, a fost distribuit în Regiunea 1 în format HD DVD la 4 decembrie 2007 și pe disc Blu-ray la 5 ianuarie 2010.
Pachetele cu discuri puse la vânzare includ toate cele 13 episoade ale primului sezon și miniserialul din 2003. În plus, au fost adăugate comentarii despre miniserial și despre episodul-pilot "33" realizate de către producătorii executivi Ronald D. Moore, David Eick si regizorul Rymer Michael. Moore și Eick oferă și comentarii pentru episoadele "Bastille Day", "Act of Contrition" și "You Can't Go Home Again". Începând cu episodul 9, Moore a început să înregistreze comentarii podcast pentru episoadele Battlestar Galactica pe care le-a urcat pe site-ul oficial; Moore oferind comentarii pentru "Tigh Me Up, Tigh Me Down", "The Hand of God", "Colonial Day", "Kobol's Last Gleaming (Partea 1)" și  "Kobol's Last Gleaming (Partea a 2-a)". Printre secvențele speciale din spatele scenei aflate pe discuri se numără o colecție de  secvențe media individuale denumite "From Miniseries to Series", "Change is Good, Now They're Babes", "The Cylon Centurion", "Future/Past Technology", "The Doctor is out (of his mind)", "Production", "Visual Effects" și "Epilogue". De asemenea, este inclusă o secvență intitulată "Battlestar Galactica: Lowdown Seria", scene șterse din diverse episoade precum si un montaj de schițe și elemente de artă despre serial.